# ラックラン・マッコーリー
ラックラン・マッコーリー、（Major-General Lachlan Macquarie CB、1762年1月31日 - 1824年7月1日）は、スコットランドヘブリディーズ諸島マル島出身のイギリス軍将校、ニューサウスウェールズ植民地総督（1810 - 1821年）、流刑植民地から自由植民地への社会変化に重要な役割を果たした。アボリジニとは厳しい姿勢で対応し、アピンの虐殺などの命令を出した。1824年ロンドンにて死去。

## ラックラン・マッコーリーにちなんで命名された事物
- ポートマッコリー、NSW の町
- マッコーリー島、タスマニアと南極の間
- マッコーリー大学、シドニー
- マッコーリー銀行、投資銀行（1970年設立）
- マッコーリー病院、シドニー